# Оскарова оаза
Оскарова оаза (енгл. Oscar's Oasis, фр. Oscar & Co) је француско-јужнокорејска компјутерски анимирана телевизијска серија која се састоји од 78 епизода у трајању од 7 минута. Серија не садржи дијалог. Прва верзија серије Ooohhh Asis састојала се од 7 епизода у трајању од једног и по минута.
У Србији, Црној Гори, Босни и Херцеговини и Бившој Југословенској Републици Македонији цртани је емитован на каналу Минимакс ТВ.

## Радња
Оскар је гуштер који живи у неодређеној пустињи која има карактеристике различитих пустиња, попут Сахаре, Калахарија и северноамеричких пустиња. Стално је у потрази за храном и водом. Стално упада у невоље са осталим животињама из подручја: лисицом Попи, лешинаром Баком и хијеном Барчијем. Овај трио, као и Оскар, је стално у потрази за храном и водом.